# Niente scandalo
Niente scandalo (Pas de scandale) è un film del 1999 diretto da Benoît Jacquot.

## Distribuzione
Presentato in concorso alla 56ª Mostra internazionale d'arte cinematografica di Venezia del 1999.